# Arthur Blythe/Diskografie

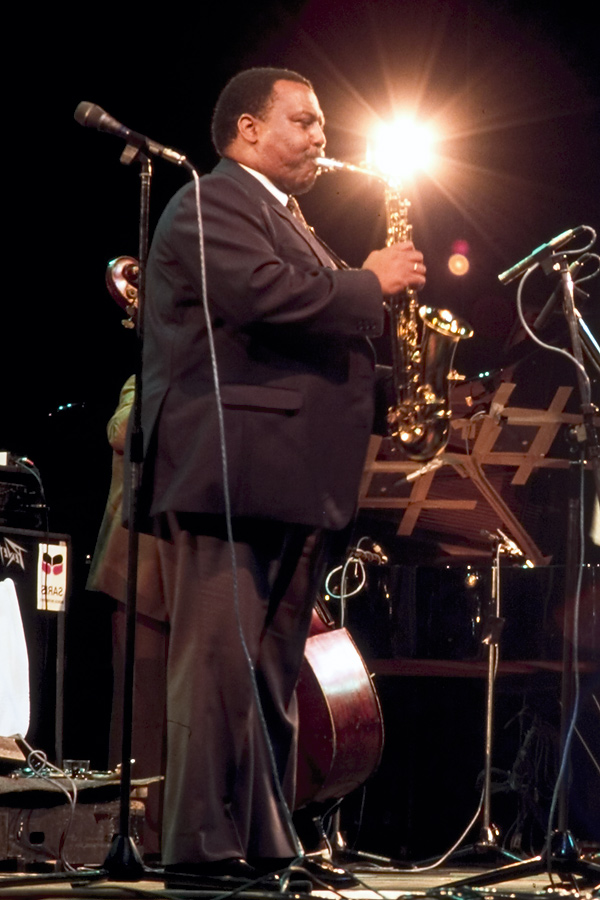
Arthur Blythe (1989)

Diese Diskografie ist eine Übersicht über die veröffentlichten Tonträger des Alt- und Sopransaxophonisten Arthur Blythe. Sie umfasst seine Alben unter eigenem Namen (Abschnitt 1), seine Mitwirkung in Duos, Trios und weiteren kollektiven Bandprojekten (Abschnitt 2), Kompilationen (Abschnitt 3) und seine Mitwirkungen als begleitender Musiker (Abschnitt 4). Nach Angaben des Diskografen Tom Lord war er zwischen 1969 und 2006 an 127 Aufnahmesessions beteiligt.

## Veröffentlichungen

### Alben unter eigenem Namen
Dieser Abschnitt listet die von Arthur Blythe zu Lebzeiten (samt kollektiver Bandprojekte) veröffentlichten LPs und CDs chronologisch nach Veröffentlichungsjahr.
| Album                                            | Musiklabel        | VÖ    | Aufnahme | Anmerkungen |
| ------------------------------------------------ | ----------------- | ----- | -------- | --- |
| The Grip                                         | India Navigation  | 1978? | 1977     | mit Ahmed Abdullah, Abdul Wadud, Steve Reid, Muhammad Abdullah |
| Metamorphosis                                    | India Navigation  | 1978  | 1977     | dto. |
| Bush Baby                                        | Adelphi/Echo Jazz | 1985  | 1977     | mit Bob Stewart, Ahmed Abdullah |
| Lenox Avenue Breakdown                           | Columbia          | 1979  | ca. 1978 | mit James Newton, James Blood Ulmer, Bob Stewart, Cecil McBee, Jack DeJohnette, Guilherme Franco                                                                      |
| In the Tradition                                 | Columbia          | 1979  | 1979     | mit Stanley Cowell, Fred Hopkins, Steve McCall |
| Illusions                                        | Columbia          | 1980  | 1980     | mit John Hicks, Fred Hopkins, Steve McCall bzw. mit James Blood Ulmer, Bob Stewart, Bobby Battle, Abdul Wadud                                                         |
| Blythe Spirit                                    | Columbia          | 1981  | 1981     | mit Abdul Wadud, Kelvyn Bell, Bob Stewart, Bobby Battle |
| Elaborations                                     | Columbia          | 1982  | 1982     | mit Kelvyn Bell, Bob Stewart, Wilber Morris, Bobby Battle, Muhammad Abdullah, Abdul Wadud                                                                             |
| Light Blue – Arthur Blythe Plays Thelonious Monk | Columbia          | 1983  | 1983     | mit Bob Stewart, Abdul Wadud, Kelvyn Bell, Bobby Battle |
| Put Sunshine in It                               | Columbia          | 1985  | 1984     | mit Bob Stewart, Wilber Morris, Kelvyn Bell, Abdul Wadud, Muhammad Abdullah, Bobby Battle                                                                             |
| Da-Da                                            | Columbia          | 1986  | 1986     | mit Olu Dara, Bob Stewart, Cecil McBee, John Hicks, Bobby Battle, Geri Allen, Vincent Henry, Bruce Purse, Eric Rehl, Gayle Dixon, Akua Dixon (strings), Bernard Davis |
| Basic Blythe                                     | Columbia          | 1988  | 1988     | mit John Hicks, Anthony Cox, Bobby Battle + Streicher-Oktett |
| Hipmotism                                        | enja              | 1991  | 1991     | mit Bob Stewart, Hamiet Bluiett, Gust William Tsilis, Kelvyn Bell, Arto Tuncboyaci, Famoudou Don Moye                                                                 |
| Retroflection                                    | enja              | 1994  | 1993     | mit John Hicks, Cecil McBee, Bobby Battle |
| Calling Card                                     | enja              | 1995  | 1993     | Livemitschnitt aus dem Village Vanguard; mit John Hicks, Cecil McBee, Bobby Battle                                                                                    |
| Night Song [Cancion de la Noche]                 | Clarity           | 1997  | 1996     | mit Chico Freeman, Bob Stewart, Gust William Tsilis, Arto Tuncboyaci, Josh Jones, David Frazier                                                                       |
| Another Interface – Live at the Bim              | ReEntry           | 1997  | 1996     | mit John Fischer, Wilber Morris |
| Spirits in the Field                             | Savant            | 1999  | 1999     | Livemitschnitt aus dem Bimhuis, Amsterdam, mit Bob Stewart, Cecil Brooks III                                                                                          |
| Blythe Byte                                      | Savant            | 2001  | 2001     | mit John Hicks, Dwayne Dolphin, Cecil Brooks III |
| Focus                                            | Savant            | 2002  | 2002     | mit Bob Stewart, Cecil Brooks, III, Gust William Tsilis |
| Exhale                                           | Savant            | 2003  | 2002     | mit John Hicks, Bob Stewart, Cecil Brooks, III |
| Live at Yoshi’s                                  | Ra Art            | 2004  | 2003     | Livemitschnitt aus dem Jazzclub Yoshi’s, mit Gust William Tsilis, Bob Stewart, Eddie Marshall                                                                         |

## Duos, Trios und weitere kollektive Bandprojekte
| Album                 | Musiker                                             | Musiklabel  | VÖ   | rec       | Anmerkungen                                                                            |
| --------------------- | --------------------------------------------------- | ----------- | ---- | --------- | -------------------------------------------------------------------------------------- |
| Mudfoot               | The Leaders                                         | Black Hawk  | 1986 | 1988      | mit Lester Bowie, Blythe, Chico Freeman, Kirk Lightsey, Cecil McBee, Famoudou Don Moye |
| Out Here Like This... | The Leaders                                         | Black Saint | 1988 | 1987      | mit Lester Bowie, Chico Freeman, Blythe, Kirk Lightsey, Cecil McBee, Don Moye          |
| Unforeseen Blessings  | The Leaders                                         | Black Saint | 1989 | 1988–1989 | mit Lester Bowie, Chico Freeman, Blythe, Kirk Lightsey, Cecil McBee, Don Moye          |
| Luminous              | Chico Freeman/Arthur Blythe                         | Jazz House  | 1989 | 1989      | mit John Hicks, Don Pate, Victor Jones, Norman Hedman                                  |
| 3-Ology               | Santi Debriano, Arthur Blythe, Billy Hart           | Konnex      | 1993 | 1993      |                                                                                        |
| Slipping and Sliding  | The Leaders                                         | Sound Hills | 1994 | 1993–1994 | mit Lester Bowie, Blythe, Chico Freeman, Kirk Lightsey, Cecil McBee, Famoudou Don Moye |
| Synergy               | Arthur Blythe/David Eyges/Bruce Ditmas              | In & Out    | 1997 | 1996      |                                                                                        |
| Down Home             | Joey Baron, Arthur Blythe, Bill Frisell, Ron Carter | Intuition   | 1997 | 1997      |                                                                                        |
| Today’s Blues         | Arthur Blythe & David Eyges                         | CIMP        | 1998 | 1997      | Duo aus Arthur Blythe und David Eyges (Cello)                                          |
| We’ll Soon Find Out   | Joey Baron, Arthur Blythe, Bill Frisell, Ron Carter | Intuition   | 1999 | 1999      |                                                                                        |
| Sky                   | David Eyges/Arthur Blythe                           | Midlantic   | 2002 | 2002      |                                                                                        |
| Ace                   | David Eyges/Arthur Blythe/Abe Speller               | Midlantic   | 2004 | 2004      | Trio aus Arthur Blythe, David Eyges und Abe Speller                                    |

## Kompilationen
Dieser Abschnitt dokumentiert Aufnahmen von Arthur Blythe, die auf Kompilationen mit verschiedenen Künstlern erschienen sind.
| Album                                | Musiklabel | VÖ   | Anmerkungen |
| ------------------------------------ | ---------- | ---- | --- |
| A Keyboard Event                     | Columbia   | 1981 | Aufnahmen mit Eubie Blake, Ramsey Lewis, Kenny Barron, Rodney Franklin, George Duke, Charles Earland, Bob James und Herbie Hancock. Arthur Blythe ist zu hören im Duo mit Sir Roland Hanna (Common Cause)                    |
| The New York-Montreux Connection ’81 | Columbia   | 1981 | Mitschnitte vom Montreux Jazz Festival, Blythe ist zu hören u. a. mit Phil Woods, Paquito D’Rivera, John Hicks, Art Davis, Steve McCall bzw. Joe Ford, Chico Freeman, John Blake, McCoy Tyner, Avery Sharpe, Ronnie Burrage. |

## Alben als Begleitmusiker
| Album                                                                                            | Musiker                                                                                | rec       | Musiklabel       | Anmerkungen |
| ------------------------------------------------------------------------------------------------ | -------------------------------------------------------------------------------------- | --------- | ---------------- | --- |
| The Giant Is Awakened                                                                            | Horace Tapscott                                                                        | 1969      | Flying Dutchman  | The Horace Tapscott Quintet mit Blythe, Tapscott, David Bryant, Walter Savage, Jr., Everett Brown, Jr. |
| The Dark Tree                                                                                    | Horace Tapscott                                                                        | 1970      | The Dark Tree    | |
| Bridge Into the New Age                                                                          | Azar Lawrence                                                                          | 1974      | Prestige         | mit Julian Priester, Black Arthur (alias Arthur Blythe), Hadley Caliman, Joe Bonner, John Heard, Leon Ndugu Chancler, Mtume, Kenneth Nash |
| Voyage from Jericho                                                                              | Charles Tyler                                                                          | 1974      | AKBA             | mit Earl Cross, Arthur Blythe (in Voyage from Jericho), Ronnie Boykins, Steve Reid |
| Environ Days                                                                                     | Environ Days                                                                           | 1975–1978 | Konnex           | mit Lester Bowie, Perry Robinson, Arthur Blythe, Marion Brown, Mark Whitecage, Charles Tyler, John Fischer, Rick Kilburn, Phillip Wilson, Tom Whaley, Armen Halburian |
| Coon Bid’ness                                                                                    | Julius Hemphill                                                                        | 1975      | Arista           | Session von 1975 mit Hemphill, Blythe, Hamiet Bluiett, Abdul Wadud, Barry Altschul, Daniel Ben Zebulon (conga) |
| In the Beginning                                                                                 | Ted Daniel                                                                             | 1976      | Altura           | mit Ahmed Abdullah, Charles Stephens, Richard Dunbar, Hassan Dawkins, Oliver Lake, Blythe, Kappo Umezu (alias Kazutoki Umezu), David Murray, Daniel Carter, Charles Tyler, Melvin Smith, Richard Pierce, Tatsuya Nakamura, Steve Reid |
| Peregrinations                                                                                   | Chico Hamilton                                                                         | 1975      | Blue Note        | mit Arnie Lawrence, Jerry Peters, Barry Finnerty, Joe Beck, Steve Turre, Muhammad Abdullah, Maxine Willard-Waters, Julia Tillman, Luther Waters, Oren Waters (vcl), Keg Johnson (arr) |
| Rhythmatism                                                                                      | Steve Reid                                                                             | 1975      | Mustevic Sound   | mit Michael Keith, Les Walker, David Wertman |
| Sentiments                                                                                       | Synthesis                                                                              | 1976      | RA               | mit Olu Dara, David Murray, Ken Hutson, Ron Rahsaan |
| Chico Hamilton and the Players                                                                   | Chico Hamilton                                                                         | 1976      | Blue Note        | mit Will Connell, Rodney Jones, Steve Turre, Muhammad Abdullah |
| Synthetic Evans                                                                                  | Gil Evans Orchestra                                                                    | 1976      | PolJazz          | mit Ernie Royal, Lew Soloff, Tom Malone, George Adams, Bob Stewart, Pete Levin, John Clark, Mike Richmond, Sue Evans |
| Catwalk                                                                                          | Chico Hamilton                                                                         | 1977      | Mercury          | u. a. mit Gary Gordon, Mike Santiago, Marvin Horne, Bruce Johnson |
| Odyssey of the Oblong Square                                                                     | Steve Reid                                                                             | 1977      | Mustevic         | mit Ahmed Abdullah, Charles Tyler, David Wertman, Muhammad Abdullah |
| 6 × 1 = 10/Duos for a New Decade                                                                 | John Fischer                                                                           | 1977      | ReEntry          | Duo Blythe/Fischer in What If? und 110nd Street |
| Apple Cores                                                                                      | Sunny Murray’s Untouchable Factor                                                      | 1977      | Philly Jazz      | Arthur Blythe in New York Maze, mit Youseff Yancy, Hamiet Bluiett, Monnette Sudler, Fred Hopkins |
| The Iron Men                                                                                     | Woody Shaw with Anthony Braxton                                                        | 1977      | Muse             | mit Muhal Richard Abrams, Cecil McBee, Joe Chambers |
| Priestess                                                                                        | Gil Evans                                                                              | 1977      | Antilles         | |
| Six By Six                                                                                       | Synthesis                                                                              | 1977      | Chiaroscuro      | mit Olu Dara, Richard Dunbar, Courtney Wynter, Ken Hutson, Ron Rahsaan |
| Heart to Heart                                                                                   | David Sanborn                                                                          | 1978      | Warner Brothers  | Bigband |
| At the Royal Festival Hall                                                                       | The Gil Evans Orchestra                                                                | 1978      | RCA              | Bigband |
| The Rest of Gil Evans Live at the Royal Festival Hall                                            | Gil Evans                                                                              | 1978      | mole             | dto. |
| The Fifth Power                                                                                  | Lester Bowie Quintet                                                                   | 1978      | Black Saint      | mit Amina Claudine Myers, Malachi Favors Maghostut, Phillip Wilson |
| Another Time/Another Place                                                                       | Barry Altschul                                                                         | 1978      | Muse             | mit Ray Anderson, Anthony Davis, Bill De Arango, Brian Smith |
| African Children                                                                                 | Lester Bowie                                                                           | 1978      | Horo             | mit Amina Claudine Myers |
| Parabola                                                                                         | Gil Evans Orchestra                                                                    | 1978      | Horo             | mit Lew Soloff, Earl McIntyre, Steve Lacy, Pete Levin, Don Pate, Noel McGhie |
| Articulation                                                                                     | Rodney Jones                                                                           | 1978      | Timeless         | mit Wallace Roney, Bernadine Davis, Bob Mintzer, Kenny Kirkland, Benjamin Franklin Brown, Kenwood Dennard, Bemshi Jones |
| Special Edition                                                                                  | Jack DeJohnette                                                                        | 1979      | ECM              | mit David Murray, Peter Warren |
| Havana Jam                                                                                       | CBS Jazz All-Stars                                                                     | 1979      | Columbia         | u. a. mit Hubert Laws, Arturo Sandoval, Jaco Pastorius. Blythe ist zu hören in Project „S“ (mit Woody Shaw, Hubert Laws, Dexter Gordon, Stan Getz, Jimmy Heath, Bobby Hutcherson, Cedar Walton, Tony Williams, Willie Bobo), in Black Stockings (mit Hubert Laws, Jimmy Heath, Richard Tee, Rodney Franklin, Eric Gale, John Lee, Gerry Brown, Willie Bobo) |
| Havana Jam 2                                                                                     | CBS Jazz All-Stars                                                                     | 1979      | Columbia         | Blythe ist zu hören in I Wanna Bee (mit Hubert Laws, Jimmy Heath, Richard Tee, Rodney Franklin, Eric Gale, John Lee, Gerry Brown, Willie Bobo) und Sound for Sore Ears (mit Woody Shaw, Hubert Laws, Stan Getz, Dexter Gordon, Jimmy Heath, Cedar Walton, Percy Heath, Tony Williams, Willie Bobo, Bobby Hutcherson)                                        |
| Touch of Silk                                                                                    | Eric Gale                                                                              | 1980      | Columbia         | mit Grover Washington, Jr., Charles Earland, Harold Vick u. a. |
| Live at the Public Theatre (New York 1980)                                                       | Gil Evans Orchestra                                                                    | 1980      | Trio             | Bigband |
| 4 X 4                                                                                            | McCoy Tyner Quartets                                                                   | 1980      | Milestone        | Arthur Blythe ist zu hören in Blues in the Minor, Stay as Sweet as You Are und It’s You or No One (mit Cecil McBee, Al Foster) |
| The African Flower                                                                               | James Newton                                                                           | 1985      | Blue Note        | mit Olu Dara, Jay Hoggard, Sir Roland Hanna, John Blake, Rick Rozie, Billy Hart, Pheeroan akLaff, Anthony Brown, Milt Grayson |
| Pale Fire                                                                                        | Gust William Tsilis                                                                    | 1987      | enja             | mit Allen Farnham, Anthony Cox, Horacee Arnold, Arto Tuncboyaci |
| Endlessly                                                                                        | Dizzy Gillespie                                                                        | 1987      | MCA (Impulse)    | Bigband; Arthur Blythe ist zu hören in Flyin’ High in the Friendly Sky und Save the Children. |
| Ever Since the World Ended                                                                       | Mose Allison                                                                           | 1987      | Blue Note        | Arthur Blythe ist zu hören in Gettin’ There |
| Cold Sweat Plays J.B.                                                                            | Cold Sweat                                                                             | 1988      | JMT              | mit Eddie Allen, Craig Harris, Kenny Rogers, Booker T. Williams, Clyde Criner, Fred Wells, Brandon Ross, Alonzo Gardner, Damon Mendes. Arthur Blythe ist zu hören in Give It Up or Turnit a Loose. |
| Conduction #15, Where Music Goes II                                                              | Butch Morris                                                                           | 1989      | Elektra Nonesuch | mit J. A. Deane, Vincent Chancey, Marion Brandis, Jemeel Moondoc, Janet Grice, Thurman Barker, Curtis Clark, Bill Horvitz, Brandon Ross, Zeena Parkins, Jason Kao Hwang, Taylor McLean |
| Metamorphosis                                                                                    | World Saxophone Quartet and African Drums                                              | 1990      | Nonesuch         | mit Oliver Lake, David Murray, Hamiet Bluiett, Melvin Gibbs, Mor Thiam, Chief Bey, Mar Gueye (perc) |
| 44Th Street Suite                                                                                | McCoy Tyner                                                                            | 1991      | Red Baron        | mit David Murray, Ron Carter, Aaron Scott |
| Salutes the Saxophone – Tributes to John Coltrane, Dexter Gordon, Sonny Rollins and Lester Young | Roots                                                                                  | 1991      | In + Out         | Roots – Arthur Blythe, Sam Rivers, Nathan Davis, Chico Freeman, Don Pullen, Santi Debriano, Tommy Campbell. Livemitschnitt von den Leverkusener Jazztagen. |
| Salutes the Saxophone, 2: Tributes to Gene Ammons, Eric Dolphy, Coleman Hawkins, Charlie Parker  | Roots                                                                                  | 1991      | In + Out         | dto. |
| Breath of Life                                                                                   | World Saxophone Quartet with Fontella Bass                                             | 1992      | Nonesuch         | mit Oliver Lake, David Murray, Hamiet Bluiett, Donald Smith´, Amina Claudine Myers, Tarik Shah, Fred Hopkins, Ronnie Burrage, Gene Lake, Fontella Bass |
| Ease On                                                                                          | Jeff Palmer                                                                            | 1992      | AudioQuest       | mit John Abercrombie, Victor Lewis |
| Ya-it-ma Thang                                                                                   | Niko Schäuble’s Tibetan Dixie with Arthur Blythe                                       | 1992      | Timeless         | mit Chris Skepper, Scott Tinkler, Simon Kent, Anton Delecca, Tim Hopkins, Paul Williamson, Stephen Magnusson, Philip Rex, Rai Pereira |
| Stablemates                                                                                      | Roots                                                                                  | 1992      | In & Out         | Arthur Blythe ist zu hören in Stolen Moments und Staplemates (mit Don Pullen, Santi Debriano, Idris Muhammad) |
| Remembering Dinah – A Salute to Dinah Washington                                                 | Janice Harrington                                                                      | 1993      | Hot Shot         | Janice Harrington with the Arthur Blythe Quartet, mit Mike Hennessey, Peter Bockius, Frank Bockius |
| The Unspoken Word                                                                                | Chico Freeman Quintet Feat. Arthur Blythe                                              | 1993      | Jazz House       | mit Julian Joseph, Curtis Lundy, Idris Muhammad |
| In the Name of...                                                                                | Music Revelation Ensemble                                                              | 1993      | DIW              | mit Sam Rivers, Hamiet Bluiett, James Blood Ulmer, Amin Ali, Cornell Rochester |
| Dance, World, Dance                                                                              | Rodney Kendrick                                                                        | 1993      | Verve            | u. a. mit Graham Haynes, Sharron McLeod, Bheki Mseleku, Patience Higgins, Tarus Mateen, Michael Bowie, Yoron Israel, Chi Sharpe |
| Island Universe                                                                                  | Jeff Palmer                                                                            | 1994      | Soul Note        | mit John Abercrombie, Rashied Ali |
| Songs and Moments                                                                                | Kevin Mahogany                                                                         | 1994      | enja             | Blythe ist zu hören in Next Time You See Me (u. a. mit Ray Drummond, Marvin Smitty Smith) |
| Focus                                                                                            | Chico Freeman Quintet                                                                  | 1994      | Contemporary     | mit George Cables, Santi Debriano, Yoron Israel |
| In Case You Missed It                                                                            | Barry Wallenstein                                                                      | 1994      | Sky Blue         | Arthur Blythe ist zu hören in Blues 1&2 (mit John Hicks, Wilber Morris) |
| Knights of Power                                                                                 | Music Revelation Ensemble                                                              | 1995      | DIW              | mit Hamiet Bluiett, James Blood Ulmer, Amin Ali, Cornell Rochester |
| Saying Something                                                                                 | Roots                                                                                  | 1995      | In & Out         | mit Nathan Davis, Chico Freeman, Benny Golson, Kirk Lightsey, Buster Williams, Ed Thigpen |
| Echoes                                                                                           | John Abercrombie                                                                       | 1996      | Alessa           | Arthur Blythe ist zu hören in Mr Syms und Echoes (mit Gust William Tsilis, Anthony Cox, Terri Lyne Carrington) |
| Jasmine                                                                                          | Edward Maguire                                                                         | 1997      | TruSpace         | mit Chico Freeman, Rachel Z, Adam Holzman, Jack Lee, Norman Hedman, Chris Theberge |
| Let Love Begin                                                                                   | Kaeef Ali (Bob Crowley, Jr.) & The Creative Arts Ensemble with Leon Thomas & Linda Lee | 1998      | Creative Arts    | Blythe ist zu hören in Time Out of Mind (mit Frank Lacy, Lester Bowie, Gary Bias, Zane Massey, Bill Saxton, Charles Davis, Fred Hopkins, Billy Higgins) |
| Foreststorn                                                                                      | Chico Hamilton                                                                         | 2000–2001 | Koch Jazz        | mit Erik Lawrence, Evan Schwam, Cary DeNigris, Paul Ramsey. Arthur Blythe ist zu hören in 11 Bars for Arthur |
| Blue Tide Red                                                                                    | Gitta Kahle                                                                            | 2006      | Unit             | mit Ephrem Luchinger, Florian Stoffner, Patrice Moret, Sergio Beresovsky |